# Изобреталь Комфорт
ООО «Изобреталь Комфорт» — российская частная инжиниринговая компания, основанная в 2010 году предпринимателями Алексеем Фоменко и Кириллом Ершовым. Специализируется на адаптации зданий и сооружений для маломобильных групп населения, инвалидов и мам с колясками. Наиболее известна по торговой марке «И-Пандус», линии раздвижных стационарных пандусов, устанавливаемых в подъездах с узкими лестничными проёмами.

## История
Компания основана в 2010 году выпускниками Московского государственного технического университета имени Н. Э. Баумана Алексеем Фоменко и Кириллом Ершовым, которые ещё в студенческие годы на платной основе выполняли различные изобретательские заказы, помогали клиентам решать те или иные технические задачи при разработке нового оборудования. Накопив стартовый капитал, они зарегистрировали общество с ограниченной ответственностью «Изобреталь», создали полноценную инжиниринговую компанию с штатом из нескольких сотрудников.
Поворотным этапом в работе компании стал 2011 год, когда во время работы над одним из проектов Фоменко с Ершовым обнаружили, что из-за норм пожарной безопасности в стандартных домах с узкими лестничными пролётами невозможно установить никакие подъёмники для инвалидов, и это обстоятельство делает такие подъезды совершенно неприспособленными для маломобильных групп населения. Вместе с четырьмя другими инженерами они решили спроектировать для подобных построек особые выдвижные пандусы, разработка шла в течение года, было потрачено около 2 млн рублей, в результате появился первый опытный экземпляр «И-Пандуса» (буква «И» — от слова «идеальный»). Развитию бизнеса также способствовала победа в конкурсе научно-технического творчества молодёжи НТТМ и последовавший грант в размере 400 тыс. рублей.
Разработчики презентовали своё изобретение в 2012 году на выставке в мэрии Москвы, где на них обратил внимание первый заместитель мэра столицы по вопросам ЖКХ и благоустройства Пётр Бирюков. Как отмечал Фоменко, «после успеха на выставке выстроилась очередь из желающих вложиться в компанию. Но нам нужен был не денежный мешок, а человек, знающий рынок ЖКХ». Имя инвестора, вложившего в стартап 9 млн рублей, компанией не раскрывается, но по данным некоторых изданий им является бизнесмен Андрей Герман, получивший долю в 49,94 % в отдельном юридическом лице «Изобреталь Комфорт», созданном специально для реализации «И-Пандусов».
Основными заказчиками пандусов выступили государственные и муниципальные организации, реализующие программу инфраструктурной адаптации «Доступная среда», иногда заказы поступали от коммерческих компаний, а также от ТСЖ и управляющих компаний в домах. С момента начала серийного производства к концу 2013 года выручка компании возросла в семь раз, из 125 московских управ услугами компании воспользовались 20. В среднем предприятие выпускало по шесть пандусов в месяц по цене 180-200 тыс. рублей. К концу 2014 года компания установила в Москве около 70 пандусов, состоялись поставки в Тулу и Тюмень, руководство озвучило планы по продвижению своей продукции на рынки Латинской Америки и Китая.
Будучи одним из ярких представителей сферы социального предпринимательства России, Алексей Фоменко участвовал в обсуждении Закона о социальном предпринимательстве с Александром Борисовым, заместителем Председателя Комитета Совета Федерации по социальной политике, руководителем Рабочей группы по совершенствованию законодательства РФ в области социального предпринимательства и предпринимательской деятельности в социальной сфере.

## Деятельность
Компания, главным образом, занимается продажей и установкой «И-Пандусов», специальных устройств из композитных антивандальных материалов, облегчающих подъём по лестницам для инвалидов, мам с колясками, пенсионеров с сумками-тележками и других маломобильных людей. Пандусы монтируются в подъездах домов, магазинах, государственных учреждениях, на заводах, складах — в любых зданиях, где требуется свободный проезд на тележках и колясках. В сложенном состоянии «И-Пандус» не занимает лестницу, не мешает передвижению людей и не нарушает нормы пожарной безопасности, поскольку находится под перилами или монтируется около стены. Сдвигание и раздвигание опоры осуществляется нажатием кнопки (в модели с электрическим приводом) или прокруткой ручки (в модели с механическим приводом). Предусмотрена возможность регулировки расстояния между опорами, что позволяет использовать «И-Пандус» для колясок и тележек с разной шириной колеи. Для управления пандусом в отдельных моделях используются электронные ключи или дистанционные пульты, применение которых исключает баловство и неправильное использование.
Помимо этого компания занимается разработкой побочных проектов в области радиоэлектроники, машиностроения, малой энергетики и автоматизации производства, проводит информационно-аналитические и информационно-поисковые работы, обеспечивает производства конструкторской, технологической документацией и прочими информационными материалами, включая результаты компьютерного моделирования виртуальной модели устройства. Для решения различных задач применяются методы интуитивного поиска (мозговой штурм, синектика, метод фокальных объектов), методы систематического поиска (морфологический подход, системный анализ, метод Коллера), методы логического поиска, в том числе теория решения изобретательских задач.